# Манучехри
Абу Наџм Ахмад ибн Ахмад ибн Каувс (Ковс) Манучехри, (Persijski: ابونجم احمد ابن احمد ابن قوص منوچهری دامغانی), познат и као Манучехри од Дамгана (Манучехри Дамгани), био је песник на персијском двору у 11. веку.
Манучехри је био из Дамгана у Ирану. Сматра се да је он увео форму мосамат (станцаичне песме) у персијску поезију, и да су његови мосамати најбољи. Он је отпутовао у Табаристан где је примљен на двор зијаридског краља Манучехра, по чему је и добио своје песничко име. Каније је био дворски песник на двору султана Шихаб-ул-Давла Масуда I од Газне, сина Махмуда од Газне.
Манучехри је иза себе оставио диван песничку збирку. Његова дела је 1886. године детаљно простудирао француски оријенталиста пољског порекла, Албер де Биберштеин Казимирски. 
Умро је 1040. године.

## Дела
Манучехри од Дамгана је на посебан начин састављао своје песме у хорасанском стилу. Лингвистички гледано, његове песме представљају касиде које садрже у себи и арапске речи, односно које се служе арапским појмовником. Некада би, због опонашања оних арапских песника, умео да набаса на тешкоће, што ће његову песму, у погледу лексикографске структуре, учинити замршеном, а истовремено ће је, због тога, узимати за показатеља једног узлаза (мутације) у стилу. Развијао је старе мосаммате (станцаичне песме) и обликовао их у виду мосаддаса (песма са шест стихова), те је нa тај начин извео новину у поетским формама персијске песме. Ипак, основна карактеристика његовог стила јесу његови сликовити прикази, због којих jе добио назив "песник слика и ужитака". Када би описивао природу, он би се усредсређивао на све најситније детаље при описивању једног предмета. Његов метод у компоновању чикамака (песма на пахлави језику) је заснован на рашчлањивању и анализирању. Управо је због тога он познат као маестро у упоређивању, јер је у својим описима многоструко извијао најшаренија упоређивања. У једној касиди је чак у 27 стихова описивао кроз разне употребе, само једну кап кише. Напокон, пошто је углавном смерао ка описној функцији упоређења, могло се и очекивати да ће се наметнути свима као прави маестро у епским упоређивањима.